# Élections municipales de 2017 dans Roussillon
Pour un article plus général, voir Élections municipales de 2017 en Montérégie.
Cet article concerne les élections municipales de 2017 en Montérégie dans la municipalité régionale de comté de Roussillon.

## Saint-Mathieu
| Partis                         | Partis               | Candidats pour la mairie | Vote | %     |
| ------------------------------ | -------------------- | ------------------------ | ---- | ----- |
|                                | Équipe Lise Poissant | Lise Poissant (Sortante) | 657  | 55,58 |
|                                | Alliance St-Mathieu  | Michel Moore             | 525  | 44,42 |
| Taux de participation : 67,9 % |                      |                          |      |       |

| Partis | Partis               | Candidats conseiller #1    | Vote | %     |
| ------ | -------------------- | -------------------------- | ---- | ----- |
|        | Alliance St-Mathieu  | Richard Fournier (Sortant) | 607  | 51,27 |
|        | Équipe Lise Poissant | Mathieu F. Dorris          | 577  | 48,73 |

| Partis | Partis               | Candidats conseiller #2      | Vote | %     |
| ------ | -------------------- | ---------------------------- | ---- | ----- |
|        | Équipe Lise Poissant | Nathalie Guilbert (Sortante) | 622  | 52,40 |
|        | Alliance St-Mathieu  | Simon Tessier                | 565  | 47,60 |

| Partis | Partis               | Candidats conseiller #3 | Vote | %     |
| ------ | -------------------- | ----------------------- | ---- | ----- |
|        | Équipe Lise Poissant | Lisette L'Esperance     | 610  | 51,26 |
|        | Alliance St-Mathieu  | Patrick Pépin           | 580  | 48,74 |

| Partis | Partis               | Candidats conseiller #4 | Vote | %     |
| ------ | -------------------- | ----------------------- | ---- | ----- |
|        | Équipe Lise Poissant | Richard Joannette       | 611  | 51,47 |
|        | Alliance St-Mathieu  | Norman Lemieux          | 576  | 48,53 |

| Partis | Partis               | Candidats conseiller #5    | Vote | %     |
| ------ | -------------------- | -------------------------- | ---- | ----- |
|        | Équipe Lise Poissant | Jean-Luc Dulude (Sortante) | 673  | 56,70 |
|        | Alliance St-Mathieu  | Hélène Larouche            | 514  | 43,30 |

| Partis | Partis               | Candidats conseiller #6 | Vote | %     |
| ------ | -------------------- | ----------------------- | ---- | ----- |
|        | Équipe Lise Poissant | Jean-Yves Barbeau       | 684  | 57,62 |
|        | Alliance St-Mathieu  | Danielle Thibault       | 503  | 42,38 |

## Saint-Philippe
| Partis                         | Partis                 | Candidats pour la mairie                    | Vote  | %     |
| ------------------------------ | ---------------------- | ------------------------------------------- | ----- | ----- |
|                                | Équipe Johanne Beaulac | Johanne Beaulac (Sortante d'un autre poste) | 1 106 | 37,47 |
|                                | Indépendant            | Christian Marin                             | 684   | 23,17 |
|                                | Indépendant            | Sylvain Trudeau                             | 635   | 21,51 |
|                                | Équipe Martin          | Lise Martin (Sortante)                      | 527   | 17,85 |
| Taux de participation : 59,2 % |                        |                                             |       |       |

| Partis | Partis                 | Candidats district #1            | Vote | %     |
| ------ | ---------------------- | -------------------------------- | ---- | ----- |
|        | Équipe Johanne Beaulac | Manon-Josée D'Auteuil (Sortante) | 173  | 39,50 |
|        | Indépendant            | Didier Marchione                 | 156  | 35,62 |
|        | Indépendant            | Jean-Marc Côté                   | 69   | 15,75 |
|        | Équipe Martin          | Geneviève Gendron                | 40   | 9,13  |

| Partis | Partis                 | Candidats district #2      | Vote | %     |
| ------ | ---------------------- | -------------------------- | ---- | ----- |
|        | Équipe Johanne Beaulac | Martine Labelle            | 182  | 33,64 |
|        | Indépendant            | Jocelyn Bouillon (Sortant) | 139  | 26,59 |
|        | Indépendant            | Stéphane Fraser            | 136  | 25,14 |
|        | Équipe Martin          | Roger Courchesne           | 84   | 15,53 |

| Partis | Partis                 | Candidats district #3       | Vote | %     |
| ------ | ---------------------- | --------------------------- | ---- | ----- |
|        | Équipe Johanne Beaulac | Vincent Lanteigne (Sortant) | 238  | 47,41 |
|        | Indépendant            | Martin Poitras              | 162  | 32,27 |
|        | Équipe Martin          | Karine Blanchet             | 102  | 20,32 |

| Partis | Partis                 | Candidats district #4 | Vote | %     |
| ------ | ---------------------- | --------------------- | ---- | ----- |
|        | Équipe Johanne Beaulac | Justin Gagné          | 251  | 55,41 |
|        | Équipe Martin          | Christian Thibault    | 109  | 24,06 |
|        | Indépendant            | Geneviève Caron       | 93   | 20,53 |

| Partis | Partis                 | Candidats district #5     | Vote | %     |
| ------ | ---------------------- | ------------------------- | ---- | ----- |
|        | Équipe Johanne Beaulac | Sylvie Messier (Sortante) | 192  | 45,07 |
|        | Indépendant            | Charles Bénard            | 141  | 33,10 |
|        | Équipe Martin          | Jean-Luc Alarie           | 93   | 21,83 |

| Partis | Partis                 | Candidats district #6 | Vote | %     |
| ------ | ---------------------- | --------------------- | ---- | ----- |
|        | Équipe Johanne Beaulac | Dany Goyette          | 207  | 38,55 |
|        | Indépendant            | Diane Derome          | 185  | 34,45 |
|        | Équipe Martin          | Hubert Saumure        | 145  | 27,00 |

## La Prairie
| Partis                         | Partis                                                | Candidats pour la mairie | Vote  | %     |
| ------------------------------ | ----------------------------------------------------- | ------------------------ | ----- | ----- |
|                                | Équipe Donat Serres                                   | Donat Serres (Sortant)   | 4 943 | 67,22 |
|                                | Équipe Barbara Joannette - Ensemble pour les citoyens | Barbara Joannette        | 2 410 | 32,78 |
| Taux de participation : 40,6 % |                                                       |                          |       |       |

| Partis | Partis                                                | Candidats district de la Milice (1) | Vote | %     |
| ------ | ----------------------------------------------------- | ----------------------------------- | ---- | ----- |
|        | Équipe Donat Serres                                   | Allen Scott (Sortant)               | 468  | 65,09 |
|        | Équipe Barbara Joannette - Ensemble pour les citoyens | Jonathan Caron                      | 251  | 34,91 |

| Partis | Partis                                                | Candidats district Christ-Roi (2) | Vote | %     |
| ------ | ----------------------------------------------------- | --------------------------------- | ---- | ----- |
|        | Équipe Donat Serres                                   | Christian Caron (Sortant)         | 643  | 78,70 |
|        | Équipe Barbara Joannette - Ensemble pour les citoyens | Carlos Alberto Beltran Pena       | 174  | 21,30 |

| Partis | Partis                                                | Candidats district Vieux La Prairie (3) | Vote | %     |
| ------ | ----------------------------------------------------- | --------------------------------------- | ---- | ----- |
|        | Équipe Donat Serres                                   | Ian Rajotte                             | 584  | 70,36 |
|        | Équipe Barbara Joannette - Ensemble pour les citoyens | Sophie Labelle                          | 246  | 29,64 |

| Partis | Partis                                                | Candidats district de la Citière (4) | Vote | %     |
| ------ | ----------------------------------------------------- | ------------------------------------ | ---- | ----- |
|        | Équipe Donat Serres                                   | Marie-Ève Plante-Hébert (Sortante)   | 561  | 72,86 |
|        | Équipe Barbara Joannette - Ensemble pour les citoyens | Stéphanie Ruest                      | 209  | 27,14 |

| Partis | Partis                                                | Candidats district de la Clairière (5) | Vote | %     |
| ------ | ----------------------------------------------------- | -------------------------------------- | ---- | ----- |
|        | Équipe Donat Serres                                   | Julie Gauthier                         | 483  | 52,90 |
|        | Équipe Barbara Joannette - Ensemble pour les citoyens | Frédéric Galantai                      | 430  | 47,10 |

| Partis | Partis                                                | Candidats district de la Magdeleine (6) | Vote | %     |
| ------ | ----------------------------------------------------- | --------------------------------------- | ---- | ----- |
|        | Équipe Donat Serres                                   | Pierre Vocino (Sortant)                 | 714  | 60,77 |
|        | Équipe Barbara Joannette - Ensemble pour les citoyens | Isabelle Juillet                        | 461  | 39,23 |

| Partis | Partis                                                | Candidats district de la Bataille (7) | Vote | %     |
| ------ | ----------------------------------------------------- | ------------------------------------- | ---- | ----- |
|        | Équipe Donat Serres                                   | Paule Fontaine                        | 736  | 71,80 |
|        | Équipe Barbara Joannette - Ensemble pour les citoyens | Pierre Gingras                        | 232  | 22,63 |
|        | Indépendant                                           | Sonia Hurtubise                       | 57   | 5,56  |

| Partis | Partis                                                | Candidats district de la Briqueterie (8) | Vote | %     |
| ------ | ----------------------------------------------------- | ---------------------------------------- | ---- | ----- |
|        | Équipe Donat Serres                                   | Denis Girard                             | 734  | 66,97 |
|        | Équipe Barbara Joannette - Ensemble pour les citoyens | Marie-Josée Dufour                       | 362  | 33,03 |

## Candiac
| Partis | Partis                | Candidats pour la mairie | Vote            | %               |
| ------ | --------------------- | ------------------------ | --------------- | --------------- |
|        | Équipe Action Candiac | Normand Dyotte (Sortant) | Sans opposition | Sans opposition |

| Partis | Partis                | Candidats district La Promenade (1) | Vote            | %               |
| ------ | --------------------- | ----------------------------------- | --------------- | --------------- |
|        | Équipe Action Candiac | Mélanie Roldan                      | Sans opposition | Sans opposition |

| Partis | Partis                | Candidats district Champlain (2)          | Vote            | %               |
| ------ | --------------------- | ----------------------------------------- | --------------- | --------------- |
|        | Équipe Action Candiac | Vincent Chatel (Sortant d'un autre poste) | Sans opposition | Sans opposition |

| Partis | Partis                | Candidats district Saint-Laurent (3)    | Vote            | %               |
| ------ | --------------------- | --------------------------------------- | --------------- | --------------- |
|        | Équipe Action Candiac | Kevin Vocino (Sortant d'un autre poste) | Sans opposition | Sans opposition |

| Partis | Partis                | Candidats district Fouquet (4) | Vote            | %               |
| ------ | --------------------- | ------------------------------ | --------------- | --------------- |
|        | Équipe Action Candiac | Jean-Michel Roy                | Sans opposition | Sans opposition |

| Partis | Partis                | Candidats district Jean-Leman (5)               | Vote            | %               |
| ------ | --------------------- | ----------------------------------------------- | --------------- | --------------- |
|        | Équipe Action Candiac | Marie-Josée Lemieux (Sortante d'un autre poste) | Sans opposition | Sans opposition |

| Partis | Partis                | Candidats district Montcalm (6)        | Vote            | %               |
| ------ | --------------------- | -------------------------------------- | --------------- | --------------- |
|        | Équipe Action Candiac | Anne Scott (Sortante d'un autre poste) | Sans opposition | Sans opposition |

| Partis | Partis                | Candidats district Deauville (7)          | Vote            | %               |
| ------ | --------------------- | ----------------------------------------- | --------------- | --------------- |
|        | Équipe Action Candiac | Daniel Grenier (Sortant d'un autre poste) | Sans opposition | Sans opposition |

| Partis | Partis                | Candidats district De la Gare (8) | Vote            | %               |
| ------ | --------------------- | --------------------------------- | --------------- | --------------- |
|        | Équipe Action Candiac | Devon Reid                        | Sans opposition | Sans opposition |

## Delson
| Partis | Partis          | Candidats pour la mairie      | Vote            | %               |
| ------ | --------------- | ----------------------------- | --------------- | --------------- |
|        | Alliance Delson | Christian Ouellette (Sortant) | Sans opposition | Sans opposition |

| Partis | Partis          | Candidats district Nord-1 (1) | Vote            | %               |
| ------ | --------------- | ----------------------------- | --------------- | --------------- |
|        | Alliance Delson | Jean-Michel Pepin (Sortant)   | Sans opposition | Sans opposition |

| Partis | Partis          | Candidats district Nord-2 (2) | Vote | %     |
| ------ | --------------- | ----------------------------- | ---- | ----- |
|        | Alliance Delson | Paul Jones (Sortant)          | 653  | 69,91 |
|        | Indépendant     | Philippe Gagné                | 281  | 30,09 |

| Partis | Partis          | Candidats district Nord-3 (3) | Vote | %     |
| ------ | --------------- | ----------------------------- | ---- | ----- |
|        | Alliance Delson | Eric Lecourtois               | 782  | 83,37 |
|        | Indépendant     | Perry Doe                     | 156  | 16,63 |

| Partis | Partis          | Candidats district Sud-1 (4) | Vote | %     |
| ------ | --------------- | ---------------------------- | ---- | ----- |
|        | Alliance Delson | Réal Langlais                | 564  | 65,28 |
|        | Indépendant     | Yann Rocheleau               | 300  | 34,72 |

| Partis | Partis          | Candidats district Sud-2 (5) | Vote            | %               |
| ------ | --------------- | ---------------------------- | --------------- | --------------- |
|        | Alliance Delson | Sylvie Lapierre (Sortante)   | Sans opposition | Sans opposition |

| Partis | Partis          | Candidats district Sud-3 (6)             | Vote            | %               |
| ------ | --------------- | ---------------------------------------- | --------------- | --------------- |
|        | Alliance Delson | P. Lorraine St. James Lapalme (Sortante) | Sans opposition | Sans opposition |

## Sainte-Catherine
| Partis | Partis                  | Candidats pour la mairie  | Vote            | %               |
| ------ | ----------------------- | ------------------------- | --------------- | --------------- |
|        | Parti de l'Équipe Bates | Jocelyne Bates (Sortante) | Sans opposition | Sans opposition |

| Partis | Partis                  | Candidats district #1 | Vote            | %               |
| ------ | ----------------------- | --------------------- | --------------- | --------------- |
|        | Parti de l'Équipe Bates | Isabelle Morin        | Sans opposition | Sans opposition |

| Partis | Partis                  | Candidats district #2    | Vote            | %               |
| ------ | ----------------------- | ------------------------ | --------------- | --------------- |
|        | Parti de l'Équipe Bates | Martin Gélinas (Sortant) | Sans opposition | Sans opposition |

| Partis | Partis                  | Candidats district #3 | Vote            | %               |
| ------ | ----------------------- | --------------------- | --------------- | --------------- |
|        | Parti de l'Équipe Bates | Julie Rondeau         | Sans opposition | Sans opposition |

| Partis | Partis                  | Candidats district #4 | Vote            | %               |
| ------ | ----------------------- | --------------------- | --------------- | --------------- |
|        | Parti de l'Équipe Bates | Sylvain Bouchard      | Sans opposition | Sans opposition |

| Partis | Partis                  | Candidats district #5   | Vote            | %               |
| ------ | ----------------------- | ----------------------- | --------------- | --------------- |
|        | Parti de l'Équipe Bates | Michel Béland (Sortant) | Sans opposition | Sans opposition |

| Partis | Partis                  | Candidats district #6    | Vote            | %               |
| ------ | ----------------------- | ------------------------ | --------------- | --------------- |
|        | Parti de l'Équipe Bates | Michel LeBlanc (Sortant) | Sans opposition | Sans opposition |

- Michel Béland, conseiller #5, démissionne le 14 mai 2021[1].

## Saint-Constant
| Partis                         | Partis                                              | Candidats pour la mairie    | Vote  | %     |
| ------------------------------ | --------------------------------------------------- | --------------------------- | ----- | ----- |
|                                | Parti du vrai changement - Équipe Jean-Claude Boyer | Jean-Claude Boyer (Sortant) | 8 369 | 88,62 |
|                                | Indépendant                                         | Gilles Pepin                | 1 075 | 11,38 |
| Taux de participation : 46,8 % |                                                     |                             |       |       |

| Partis | Partis                                              | Candidats district #1   | Vote  | %     |
| ------ | --------------------------------------------------- | ----------------------- | ----- | ----- |
|        | Parti du vrai changement - Équipe Jean-Claude Boyer | David Lemelin (Sortant) | 1 136 | 87,79 |
|        | Indépendant                                         | Georges Whelan          | 158   | 12,21 |

| Partis | Partis                                              | Candidats district #2    | Vote | %     |
| ------ | --------------------------------------------------- | ------------------------ | ---- | ----- |
|        | Parti du vrai changement - Équipe Jean-Claude Boyer | André Camirand (Sortant) | 674  | 64,25 |
|        | Indépendant                                         | Georges Payeur           | 269  | 25,64 |
|        | Indépendant                                         | Lucien Parizeau          | 106  | 10,10 |

| Partis | Partis                                              | Candidats district #3     | Vote  | %     |
| ------ | --------------------------------------------------- | ------------------------- | ----- | ----- |
|        | Parti du vrai changement - Équipe Jean-Claude Boyer | Gilles Lapierre (Sortant) | 1 121 | 83,47 |
|        | Indépendant                                         | Chantal Lajeunesse        | 222   | 16,53 |

| Partis | Partis                                              | Candidats district #4        | Vote  | %     |
| ------ | --------------------------------------------------- | ---------------------------- | ----- | ----- |
|        | Parti du vrai changement - Équipe Jean-Claude Boyer | Chantale Boudrias (Sortante) | 1 083 | 85,95 |
|        | Indépendant                                         | Paulo Costa                  | 177   | 14,05 |

| Partis | Partis                                              | Candidats district #5      | Vote | %     |
| ------ | --------------------------------------------------- | -------------------------- | ---- | ----- |
|        | Parti du vrai changement - Équipe Jean-Claude Boyer | Sylvain Cazes              | 692  | 66,41 |
|        | Indépendant                                         | Louise Savignac (Sortante) | 179  | 17,18 |
|        | Indépendant                                         | Ginette Bourget            | 171  | 16,41 |

| Partis | Partis                                              | Candidats district #6 | Vote  | %     |
| ------ | --------------------------------------------------- | --------------------- | ----- | ----- |
|        | Parti du vrai changement - Équipe Jean-Claude Boyer | Johanne Di Cesare     | 1 030 | 87,44 |
|        | Indépendant                                         | André Valin           | 148   | 12,56 |

| Partis | Partis                                              | Candidats district #7  | Vote  | %     |
| ------ | --------------------------------------------------- | ---------------------- | ----- | ----- |
|        | Parti du vrai changement - Équipe Jean-Claude Boyer | Mario Perron (Sortant) | 1 096 | 90,21 |
|        | Indépendant                                         | Pierre Dupuis          | 119   | 9,79  |

| Partis | Partis                                              | Candidats district #8     | Vote | %     |
| ------ | --------------------------------------------------- | ------------------------- | ---- | ----- |
|        | Parti du vrai changement - Équipe Jean-Claude Boyer | Mario Arsenault (Sortant) | 851  | 81,98 |
|        | Indépendant                                         | Alain Larivière           | 187  | 18,02 |

## Saint-Isidore
| Candidats pour la mairie | Vote            | %               |
| ------------------------ | --------------- | --------------- |
| Sylvain Payant (Sortant) | Sans opposition | Sans opposition |

| Candidats conseiller #1 | Vote            | %               |
| ----------------------- | --------------- | --------------- |
| Martin Sauvé (Sortant)  | Sans opposition | Sans opposition |

| Candidats conseiller #2        | Vote            | %               |
| ------------------------------ | --------------- | --------------- |
| Jean-Denis Patenaude (Sortant) | Sans opposition | Sans opposition |

| Candidats conseiller #3 | Vote            | %               |
| ----------------------- | --------------- | --------------- |
| Dany Boyer (Sortant)    | Sans opposition | Sans opposition |

| Candidats conseiller #4 | Vote | %     |
| ----------------------- | ---- | ----- |
| Luc Charron             | 472  | 52,15 |
| Maxime Champagne        | 433  | 47,85 |

| Candidats conseiller #5 | Vote            | %               |
| ----------------------- | --------------- | --------------- |
| Linda Marleau (Sortant) | Sans opposition | Sans opposition |

| Candidats conseiller #6  | Vote            | %               |
| ------------------------ | --------------- | --------------- |
| Marie Meunier (Sortante) | Sans opposition | Sans opposition |

- Pierrick Gripon devient conseiller, en remplacement de Martin Sauvé, en mars 2019.

## Mercier
| Partis                         | Partis                                    | Candidats pour la mairie | Vote  | %     |
| ------------------------------ | ----------------------------------------- | ------------------------ | ----- | ----- |
|                                | Parti Avenir Mercier                      | Lise Michaud (Sortante)  | 3 752 | 74,00 |
|                                | Démocratie Mercier - Équipe Daniel Prince | Daniel Prince            | 1 318 | 26,00 |
| Taux de participation : 52,6 % |                                           |                          |       |       |

| Partis | Partis                                    | Candidats district 1   | Vote | %     |
| ------ | ----------------------------------------- | ---------------------- | ---- | ----- |
|        | Parti Avenir Mercier                      | Stéphane Roy (Sortant) | 576  | 69,57 |
|        | Démocratie Mercier - Équipe Daniel Prince | Céline Braun           | 252  | 30,43 |

| Partis | Partis                                    | Candidats district 2        | Vote | %     |
| ------ | ----------------------------------------- | --------------------------- | ---- | ----- |
|        | Parti Avenir Mercier                      | Johanne Anderson (Sortante) | 473  | 65,15 |
|        | Démocratie Mercier - Équipe Daniel Prince | Justine Tremblay            | 253  | 34,85 |

| Partis | Partis                                    | Candidats district 3 | Vote | %     |
| ------ | ----------------------------------------- | -------------------- | ---- | ----- |
|        | Parti Avenir Mercier                      | Judith Prud'homme    | 628  | 64,08 |
|        | Démocratie Mercier - Équipe Daniel Prince | Hughes Ménard        | 352  | 35,92 |

| Partis | Partis                                    | Candidats district 4      | Vote | %     |
| ------ | ----------------------------------------- | ------------------------- | ---- | ----- |
|        | Parti Avenir Mercier                      | Philippe Drolet (Sortant) | 745  | 83,99 |
|        | Démocratie Mercier - Équipe Daniel Prince | Gilles Veilleux           | 142  | 16,01 |

| Partis | Partis                                    | Candidats district 5   | Vote | %     |
| ------ | ----------------------------------------- | ---------------------- | ---- | ----- |
|        | Parti Avenir Mercier                      | Louis Cimon (Sortante) | 574  | 75,83 |
|        | Démocratie Mercier - Équipe Daniel Prince | Jean-Luc Giacalone     | 183  | 24,17 |

| Partis | Partis                                    | Candidats district 6      | Vote | %     |
| ------ | ----------------------------------------- | ------------------------- | ---- | ----- |
|        | Parti Avenir Mercier                      | Martin Laplaine (Sortant) | 607  | 66,70 |
|        | Démocratie Mercier - Équipe Daniel Prince | Ariane Laberge            | 303  | 33,30 |

## Châteauguay
| Partis                         | Partis                                                    | Candidats pour la mairie  | Vote  | %     |
| ------------------------------ | --------------------------------------------------------- | ------------------------- | ----- | ----- |
|                                | Vision Châteauguay - Équipe Routhier Team                 | Pierre-Paul Routhier      | 7 875 | 47,74 |
|                                | Action citoyenne/Citizens' Action - Équipe Nathalie Simon | Nathalie Simon (Sortante) | 5 915 | 35,86 |
|                                | Indépendant                                               | Steve Brisebois           | 2 705 | 16,40 |
| Taux de participation : 46,0 % |                                                           |                           |       |       |

| Partis | Partis                                                    | Candidats district de Lanoue #1 | Vote  | %     |
| ------ | --------------------------------------------------------- | ------------------------------- | ----- | ----- |
|        | Vision Châteauguay - Équipe Routhier Team                 | Barry Doyle (Sortant)           | 1 112 | 52,65 |
|        | Action citoyenne/Citizens' Action - Équipe Nathalie Simon | Frank Cholette                  | 670   | 31,72 |
|        | Indépendant                                               | Anthony Boffice                 | 330   | 15,63 |

| Partis | Partis                                                    | Candidats district du Filgate #2 | Vote | %     |
| ------ | --------------------------------------------------------- | -------------------------------- | ---- | ----- |
|        | Vision Châteauguay - Équipe Routhier Team                 | Michel Enault                    | 720  | 42,33 |
|        | Action citoyenne/Citizens' Action - Équipe Nathalie Simon | Daniel Paillé                    | 663  | 38,98 |
|        | Indépendant                                               | Pierre Mayer                     | 318  | 18,69 |

| Partis | Partis                                                    | Candidats district du Robutel #3 | Vote  | %     |
| ------ | --------------------------------------------------------- | -------------------------------- | ----- | ----- |
|        | Vision Châteauguay - Équipe Routhier Team                 | Éric Corbeil                     | 1 181 | 64,50 |
|        | Action citoyenne/Citizens' Action - Équipe Nathalie Simon | Michel Pinard (Sortant)          | 650   | 35,50 |

| Partis | Partis                                                    | Candidats district de Bumbray #4 | Vote  | %     |
| ------ | --------------------------------------------------------- | -------------------------------- | ----- | ----- |
|        | Vision Châteauguay - Équipe Routhier Team                 | Lucie Laberge (Sortante)         | 1 436 | 65,75 |
|        | Action citoyenne/Citizens' Action - Équipe Nathalie Simon | Charles-Olivier Patenaude        | 748   | 34,25 |

| Partis | Partis                                                    | Candidats district de Salaberry #5 | Vote  | %     |
| ------ | --------------------------------------------------------- | ---------------------------------- | ----- | ----- |
|        | Vision Châteauguay - Équipe Routhier Team                 | Marcel Deschamps                   | 1 043 | 59,84 |
|        | Action citoyenne/Citizens' Action - Équipe Nathalie Simon | Guy Turcotte                       | 614   | 35,23 |
|        | Indépendant                                               | Mohamed El Abssi                   | 86    | 4,93  |

| Partis | Partis                                                    | Candidats district de Lang #6 | Vote  | %     |
| ------ | --------------------------------------------------------- | ----------------------------- | ----- | ----- |
|        | Vision Châteauguay - Équipe Routhier Team                 | Mike Gendron (Sortant)        | 1 740 | 77,71 |
|        | Action citoyenne/Citizens' Action - Équipe Nathalie Simon | Yasmine Zitouni               | 499   | 22,29 |

| Partis | Partis                                                    | Candidats district de Le Moyne #7 | Vote  | %     |
| ------ | --------------------------------------------------------- | --------------------------------- | ----- | ----- |
|        | Vision Châteauguay - Équipe Routhier Team                 | Éric Allard                       | 1 353 | 60,62 |
|        | Action citoyenne/Citizens' Action - Équipe Nathalie Simon | Marie-France Reid                 | 879   | 39,38 |

| Partis | Partis                                                    | Candidats district D'Youville #8 | Vote  | %     |
| ------ | --------------------------------------------------------- | -------------------------------- | ----- | ----- |
|        | Indépendant                                               | François Le Borgne               | 1 051 | 47,95 |
|        | Action citoyenne/Citizens' Action - Équipe Nathalie Simon | Alain Côté                       | 601   | 27,42 |
|        | Vision Châteauguay - Équipe Routhier Team                 | Linda Bélanger                   | 540   | 24,64 |

## Léry
| Candidats pour la mairie       | Vote | %     |
| ------------------------------ | ---- | ----- |
| Walter Letham (Sortant)        | 840  | 71,65 |
| Richard Décarie (en)           | 334  | 28,45 |
| Taux de participation : 63,3 % |      |       |

| Candidats district de la Gare (1) | Vote | %     |
| --------------------------------- | ---- | ----- |
| Gérald Ranger (Sortant)           | 141  | 66,51 |
| Marie-Lyne Pellerin               | 71   | 33,49 |

| Candidats district Les Boisés (2) | Vote | %     |
| --------------------------------- | ---- | ----- |
| Michel Robillard                  | 145  | 75,52 |
| Lee Royko                         | 47   | 24,48 |

| Candidats district Bellevue (3) | Vote | %     |
| ------------------------------- | ---- | ----- |
| Éric Pinard (Sortant)           | 121  | 66,48 |
| Adrien Desrochers               | 61   | 33,52 |

| Candidats district Les Riverains (4) | Vote | %     |
| ------------------------------------ | ---- | ----- |
| Paul Leclaire                        | 96   | 51,06 |
| Jacques Laberge (Sortant)            | 92   | 48,94 |

| Candidats district du Manoir (5) | Vote | %     |
| -------------------------------- | ---- | ----- |
| Eric Parent                      | 112  | 54,63 |
| Léon Leclerc (Sortant)           | 93   | 45,37 |

| Candidats district Woodland (6) | Vote | %     |
| ------------------------------- | ---- | ----- |
| Johanne Dutil (Sortante)        | 89   | 51,45 |
| Félix Bélanger                  | 84   | 48,55 |

- Démission de Michel Robillard, conseiller #2, le 11 novembre 2019 pour cause de problèmes de santé[2].